# Preseka (żupania zagrzebska)
Preseka – wieś w Chorwacji, w żupanii zagrzebskiej, w gminie Preseka. W 2011 roku liczyła 104 mieszkańców.